# Ferdinand Haas
Ferdinand Haas (* 13. Januar 1940 in Ingolstadt) ist ein ehemaliger deutscher Hürdenläufer, der sich auf die 400-Meter-Distanz spezialisiert hatte.
Bei den Olympischen Spielen 1964 in Tokio erreichte er das Halbfinale.
Seine persönliche Bestzeit von 50,0 s stellte er am 11. August 1963 in Augsburg auf. Er wurde 1961 3. der Deutschen Meisterschaften über 400 Meter Hürden für den Post SV München, wechselte dann zu Bayer Leverkusen, wo er 1963, 1964 und 1965 jeweils 2. der Deutschen Meisterschaften wurde.
Ferdinand Haas startete für Bayer Leverkusen. Er wurde in Leverkusen von Ulrich Jonath trainiert.